# Cristo del Calvario (La Orotava)
El Santísimo Cristo del Calvario es un grupo escultórico de madera policromada que representa a La Piedad, María sosteniendo el cuerpo sin vida de Jesús. Fue realizada en 1814 por el ilustre escultor orotavense Fernando Estévez. Una magnífica obra donde quedan reflejados los rasgos de su estilo personal.

## Historia

### La antigua ermita del Calvario
En el año de 1669, el Rvdo. P. Fray Francisco Luis, fundador de la Orden Tercera de penitencia del Seráfico Padre San Francisco en La Orotava, solicitó al Cabildo de la Isla unos terrenos en la Dehesa (en la entrada de la localidad) para fabricar un Calvario y establecer un Viacrucis, al igual que en Garachico. El Regidor de la Isla, Don Lorenzo Pereyra de Lugo se persona en ésta y accede a los deseos de los franciscanos, midiendo el sitio en 46 pies en cuadra, que el Cabildo dona, libre de pensiones y tributos, para que se edifique dicho calvario.

### La iconografía de La Piedad
Su origen se sitúa en las pinturas y mosaicos bizantinos, pero su mayor difusión se produce con la pintura flamenca del siglo XVII. La representación de La Piedad tiene su origen en los albores del siglo XVI, en la figura del místico Heinrich Seuse, dominico germano, que definió literaria e iconográficamente el tema de la Quinta Angustia o Dolor de María. Esta escena pronto se vio enriquecida por las leyendas de Tierra Santa que los cruzados introdujeron en Europa al finalizar sus campañas. Desde entonces, han gozado de una amplia aceptación de alto grado de devoción en países como Italia, Alemania y España, a través de la proliferación de modelos desarrollados por artistas universales como Rubens o Miguel Ángel.
En España, la iconografía de La Piedad fue introducida en el siglo XV, si bien es cierto que su momento de mayor esplendor no se produciría hasta la llegada de los siglos XVII y XVIII, cuando fue ampliamente cultivada por los artistas de la escuela Barroca. En Canarias, el modelo comenzó a ser difundido a partir del siglo XVI, con piezas llegadas del exterior, fruto de las transacciones comerciales establecidas con Centro Europa y América. Estas obras, procedentes en su mayor parte de talleres flamencos, a las que hay que añadir el influjo de aquellas otras llegadas de Andalucía, sirvieron de inspiración para los escultores y pintores locales que, durante los siglos XVII y XVIII, desarrollarían la Pasión y Muerte de Cristo de un modo notable. Ya en el siglo XIX, el tema iconográfico de La Piedad solo será desarrollado de modo destacable por la gubia clasicista de Fernando Estévez a través de la magnífica obra que nos ocupa, y en el siglo XX por el también imaginero orotavense, Ezequiel de León Domínguez, suguiendo la tradición escultórica local.

### El Santísimo Cristo del Calvario
A principios de siglo XIX, La Orotava sigue siendo el referente social, económico y artístico del norte de Tenerife. Gracias al mecenazgo de grandes familias y de los conventos, se respiraba un ambiente ilustrado de renovación ideológica. El arte se sumergió en la búsqueda de nuevas soluciones estéticas en armonía con el movimiento sociocultural que imperaba
Fue por encargo del clérigo y mayordomo del templo, Domingo Calzadilla y Osorio, quién en torno a 1814 encarga al escultor villero Fernando Estévez, que había establecido en 1809 su taller en su domicilio particular de la calle de La Carrera (Hoy Carrera del Escultor Fernando Estévez) una imagen de La Piedad para la ermita, que solo contaba como imagen titular un cuadro de la misma iconografía realizado por el artista orotavense Gaspar de Quevedo en el siglo XVIII.

## La Venerada imagen

### La imagen de María
Tratar este tema iconográfico fue un reto para Estévez. Estamos ante la primera Piedad realizada por un escultor canario a nivel de escultura. El Cristo del Calvario es una obra completa, realizada en madera policromada y telas encoladas, de 130 cm de altura. La Virgen se nos presenta en posición sedente, sobre una roca a modo de escalón en cuyo peldaño descansa el cuerpo muerto de Cristo. Estévez logró en esta gran composición un ritmo ascensional inscrito en una pirámide, donde ambos personajes se complementan perfectamente, sin tener la sensación de abigarramiento de volúmenes, adquiriendo ambos una entidad propia. Utilizar la técnica de telas encoladas le permitió enriquecer la pieza con un amplio estudio de pliegues del manto. María sostiene delicadamente el cuerpo de Cristo con los brazos extendidos, reposando la espalda en las piernas maternales. Ofrece un dolor contenido que escapa por la boca entreabierta, se complace de la contemplación que raya el misticismo, y aparece algo ausente, ensimismada, en una abstracción de dolor. Un dolor que no es resignado ni patético, sino más bien fruto del control emocional. Esta forma de interiorizar el sufrimiento se hace patente en todas sus Dolorosas.

### La imagen de Cristo

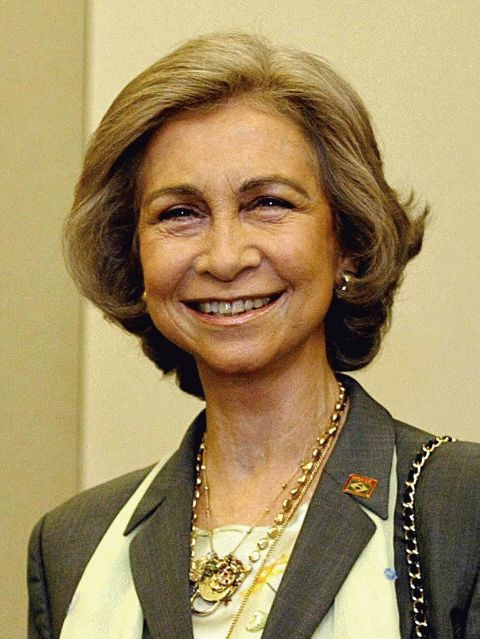
Los Reyes D. Juan Carlos I y Sofía de Grecia (en la foto), Hermanos Mayores de la Hermandad de Misericordia del Calvario

Lo mismo ocurre con sus obras cristológicas, cuyos padecimientos los convierte en entrega, en sumisión, mezclando lo humano y lo divino. La figura del Cristo del Calvario se presenta mucho más plácida, de rasgos netamente clasicistas, con un modelado anatómico similar al que podemos observar en el Crucifcado de la Sala Capitular de la Catedral de La Laguna, también obra de Fernando Estévez. Las extremidades inferiores caen con naturalidad al vacío. El paño de pureza le recorre ambas caderas, trabajado a base de pliegues quizás excesivamente rectos aunque de líneas contundentes y definidas. Estévez se nos muestra como un escultor preocupado por la perfección anatómica, que trata al mismo tiempo de realizar una obra acorde con los cánones marcados en estos tiempos por la Academia

### La policromía del conjunto
El estudio de la policromía es muy acertado. Los tonos oscuros de los ropajes de la Virgen contrastan con los claros de las carnaciones de Jesús. Crea una armonía entre los dos volúmenes, diferenciándose entre sí tanto por la policromía como por el estudio psicológico de ambos.

## La devoción popular
La imagen, terminada y colocada en la ermita, se ganó el fervor y el aprecio de su calidad. El hecho de ver representada esta iconografía en una escultura, no era algo usual en el ámbito insular. La imagen fue incorporada a la Semana Santa de la Villa de La Orotava, saliendo en procesión por primera vez el Viernes Santo de 1861. Desde entonces ha despertado una gran devoción entre las sucesivas generaciones de orotavenses. El Santísimo Cristo del Calvario es una seña de identidad para La Orotava. El fruto de un escultor natural de esta Villa, formado en la contemplación de obras de arte de primer nivel conservadas en Iglesias y casas particulares de su pueblo natal, acorde con el ambiente cultural y las posibilidades económicas del mecenazgo.

## La Real y Venerable Hermandad de Misericordia del Calvario

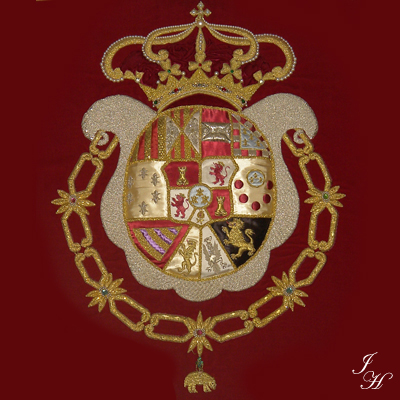
Escudo de la Hermandad del Calvario.

El impacto de la imagen fue notorio y como testimonio de ello es la creación de su propia hermandad en 1864. Fundada por los villeros ilustres del momento. La recién creada Hermandad obtiene el título de Real concedido por Isabel II, gracias al apoyo que siempre tuvo la élite social de La Orotava. Se trata de la primera cofradía religiosa de Canarias que contó con el privilegio de la tutela real, y con el permiso de incorporar en su estandarte, el escudo de Armas Reales. Es, junto a la Venerable Esclavitud del Stmo. Cristo de la Columna, una de las más numerosas de Semana Santa.

## Solemnes Cultos en honor al Stmo. Cristo del Calvario
En el primer fin de semana de septiembre se celebran los Solemnes Cultos en honor al Santísimo Cristo. La imagen sube en procesión desde su ermita hasta la Parroquia Matriz de Nuestra Señora de la Concepción, donde los días posteriores se le realiza un Solemne Triduo, en los que se incluye la bendición de las medallas a los nuevos cofrades y la Eucaristía por los cofrades fallecidos. El Domingo el Stmo. Cristo regresa en procesión a su Santuario. Desde el año 2009 el recorrido, tanto de esta procesión como la del Viernes Santo, se realiza por la calle de San Agustín, como lo hacía antaño. El presente año, el Cristo realizó estación de penitencia frente a la Iglesia conventual de San Agustín, en su camino hacia su ermita.

## Himno del Santísimo Cristo del Calvario
Santo Cristo del Calvario legado
de los mayores que te supieron amar.
Fieles todos los hermanos aquí están
nuestros amores ante tu trono y altar.

Precioso relicario del arte y devoción,
con el Cristo del Calvario, iman de piedad,
en brazos de María, yacente ante la Cruz.
Camino, luz y guía, imagen de la paz.
Con voces clamorosas nos llaman hacia ti,
ensangrentadas rosas las llagas de tu amor.

De tanta maravilla la joya principal
que guarda nuestra Villa nacida de su fe.
Un monte de firmeza, los brazos de una Cruz.
Un lecho de pureza, regazo de mujer
del Hijo que reposa que es cuna, trono, altar
y meta, venturoso de nuestro fiel amor